# Hend Zaza
Hend Zaza (en àrab: هند ظاظا; Hama, 1 de gener de 2009) és una jugadora de tennis de taula siriana. Es va classificar per jugar als Jocs Olímpics d'Estiu de 2020 celebrats el 2021 a Tòquio, a través del torneig de classificació olímpica d’Àsia Occidental celebrat a Jordània el 2020. Amb només 12 anys, era aleshores la persona més petita que participava en tennis de taula olímpic i la cinquena persona més jove que competia als Jocs Olímpics moderns.
És la jugadora més jove dels jocs del 2020 i la competidora olímpica més jove d'ençà de la participació Beatrice Huștiu, una patinadora artística romanesa que va competir el 1968.